# Retenedores intradiculares
Los retenedores intradiculares son elementos que se ubican en el interior radicular y su función es mejorar la retención de la restauración que se vaya a realizar, como también reforzar la raíz y corona dental, disminuyendo la probabilidad de fractura, por las fuerzas de oclusión.
Para elaborar un retenedor intraradicular, hay que realizar un tratamiento de conductos previo en el diente a tratar, pues es la única forma de garantizar el selle de los conductos, evitando así posibles lesiones apicales posteriores.
Una vez realizado el tratamiento de conductos o endodoncia, se debe desobturar el conducto donde vamos a ubicar el retenedor; en el caso de los molares superiores el conducto más apropiado es el palatino y en el caso de los molares inferiores lo es el conducto distal debido al grosor radicular y a la disposición de la raíz; dejando como mínimo 4 - 5 mm de gutapercha sellando dicho ápice, evitando así posibles filtraciones, que se traduzcan en lesiones apicales que lleven al fracaso de el tratamiento en general y sometan al paciente a cirugías apicales innecesarias.
Independientemente del tipo de retenedor que vayamos a realizar, la medida mínima de canal sellado siempre será la misma (4 - 5 mm); mientras que la medida máxima va a depender de la proporción corono - radicular que presente la pieza dental a restaurar, ya que si la raíz es muy larga, se puede hacer un retenedor largo pero dejando un tope de gutapercha mayor al mínimo necesario. La mínima proporción corono - retenedor que debe presentar un diente es 1-1 (ésta proporción se debe tomar desde la cresta ósea), lo ideal es que el retenedor sea mayor. En cuanto al diámetro del retenedor, se dice que es mejor que sea lo más angosto posible, ya que así se tiene más tejido radicular sano y existe menos probabilidad de fractura; mientras que el diámetro mínimo de la raíz al lumen del conducto debe ser entre 2.5 y 3 mm.

## Tipos de Retenedores Intraradiculares
Se dividen en dos grandes grupos: Núcleos Colados y Núcleos Prefabricados.

### Núcleos Colados

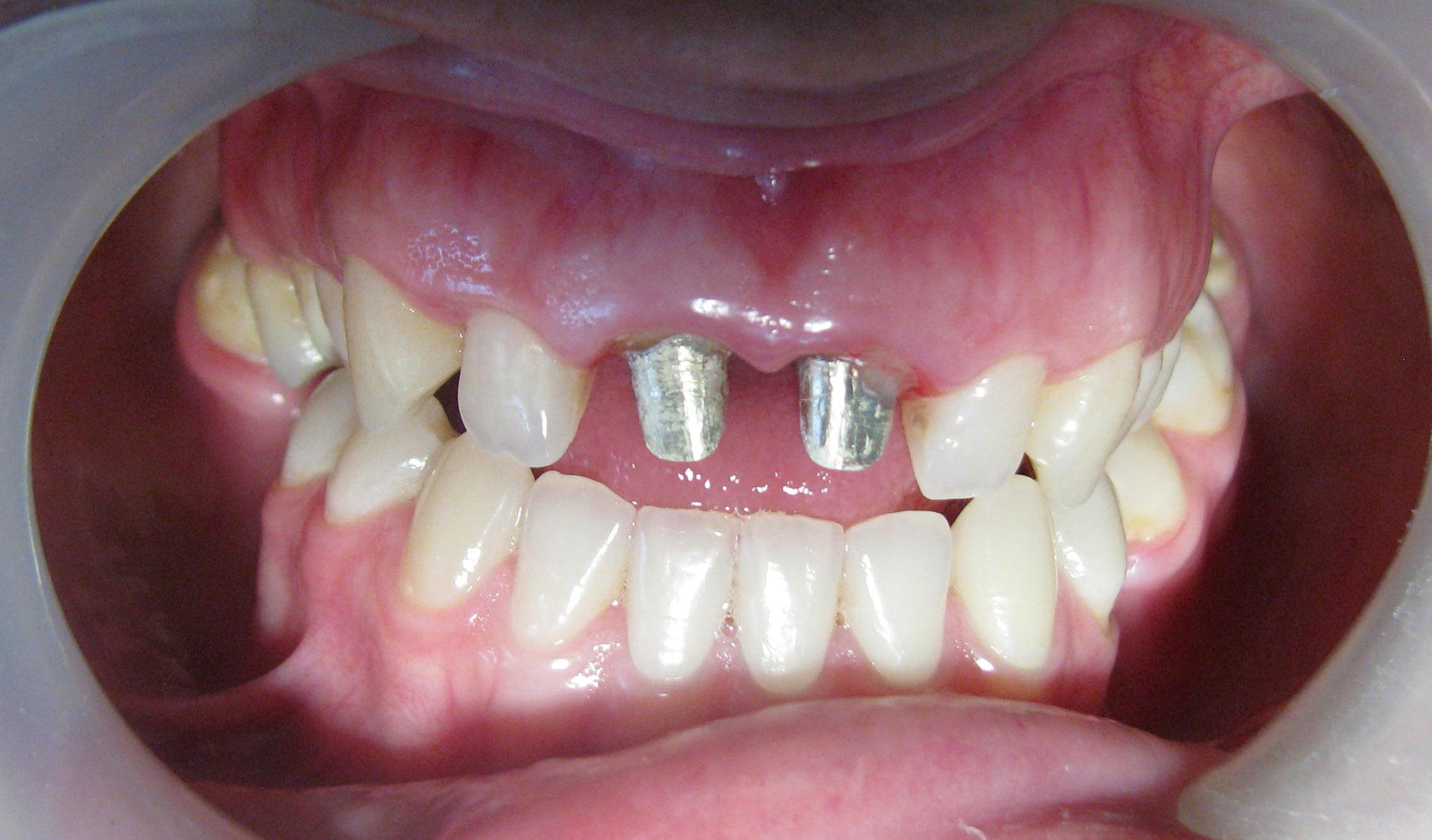
Paciente con núcleos colados en oro en los dientes 11 y 21.

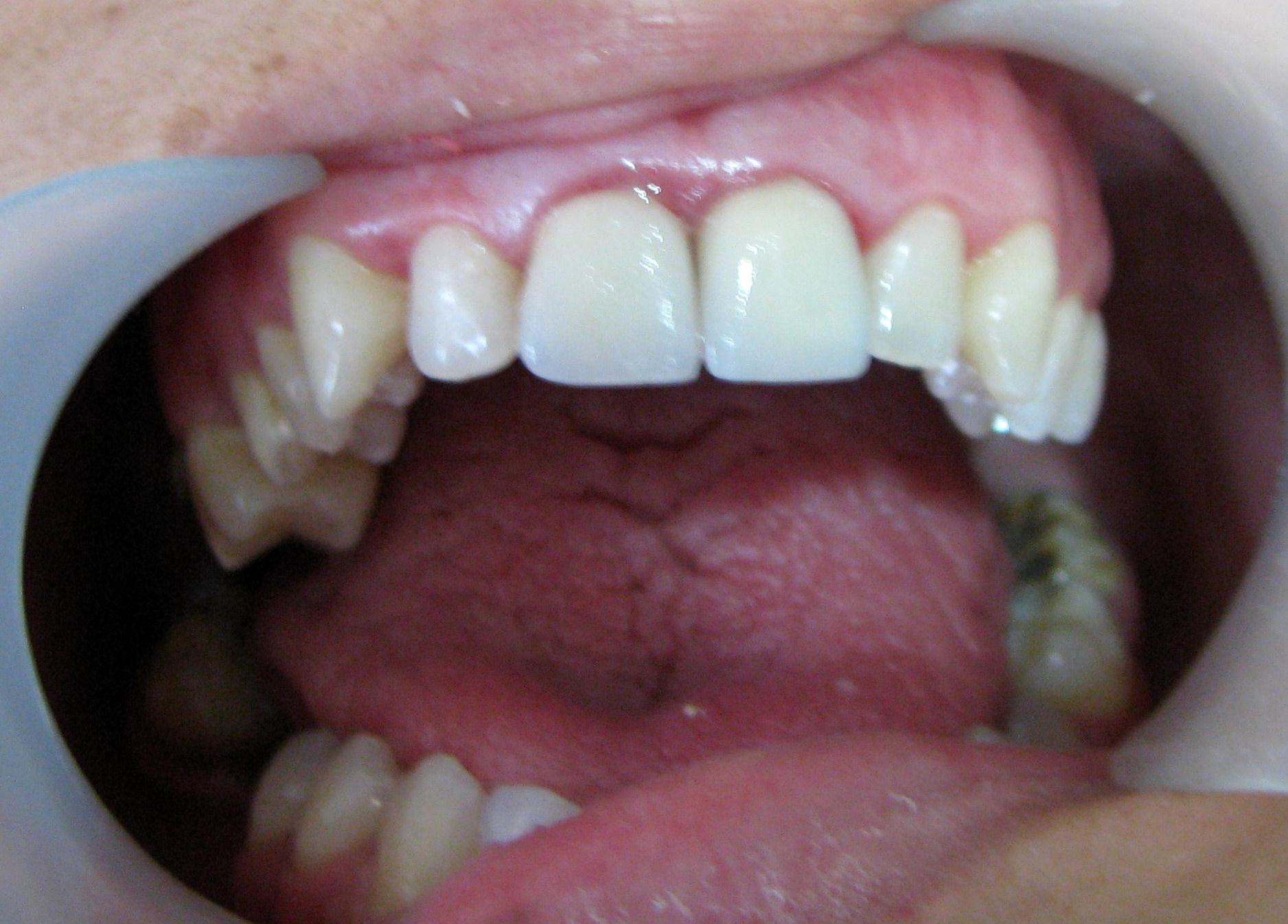
Paciente con coronas cementadas en los dientes 11 y 21.

Los núcleos colados, son retenedores intraradiculares que realiza el odontólogo en su consultorio particular y con la ayuda de un protésico dental, dependiendo del tipo de diente, como se encuentra la corona, que tan cariado, fracturado o destruido se encuentra y la forma del conducto radicular; estos se han utilizado ampliamente y varían dependiendo del tipo de metal, el largo, el ancho y la forma.
En cuanto al tipo de metal, algunos autores recomiendan que tenga las mismas características del metal que se vaya a usar en la restauración, esto con el fin de evitar las corrientes galvánicas. El metal más usado es el denominado metal base, es el más económico pero es el que presenta peores propiedades físicas; mientras que el mejor metal usado es el Oro tipo III, el cual es el más costoso pero es el que presenta mejores propiedades físicas, lo que garantiza que si se aplica una fuerza indebida en la restauración, primero se dañe el núcleo antes que se dañe la estructura dental; también se usan otras aleaciones metálicas que mejoran un poco las propiedades físicas con respecto al metal base. Respecto a su forma, ancho y largo van a depender en sí de la anatomía radicular, lo importante es no hacer preparaciones que comprometan un gran volumen de raíz, debilitándola aún más, y aumentando las probabilidades de fractura.
Los núcleos colados son los de elección cuando se va a realizar una restauración fija en una pieza dental que ha perdido gran parte de la corona dental, ya que por medio de este, se puede recuperar la porción coronal perdida, realizando en el colado del núcleo una extensión coronal que permita darle una correcta forma al muñon dental, que va a recibir la restauración.
Existen dos métodos básicos para la elaboración de los núcleos o retenedores intraradiculares colados: Método Directo y Método Indirecto.

#### Método Directo
Es aquel donde el patrón de núcleo se realiza directamente sobre el paciente, con un acrílico que tiene unas propiedades especiales, siendo las más importantes su rápida polimerización y su poca distorsión de polimerización, ya que necesitamos una fiel copia del canal radicular para que el producto final, ya colado, tenga las mismas características que tenía el patrón original. La mayoría de estos acrílicos son de color rojo para permitir un mejor contraste entre el diente, la cavidad oral y el patrón de núcleo que estamos realizando.
Es importante recalcar que el patrón de núcleo debe tener en su parte coronal igual anatomía que la del diente que estemos restaurando, es decir, que el muñón que formemos con la unión del núcleo y el tejido coronal tenga la morfología del diente que estamos restaurando (incisivo, canino, premolar, molar), en especial cuando el tipo de restauración va a ser una corona completa.
Una vez realizado el patrón en acrílico, se debe colar en el menor tiempo posible para así evitar la distorsión del mismo y problemas posteriores al momento de cementarlo. El cemento más apropiado cuando se tiene un núcleo colado es el ionómero de vidrio cementante de autopolimerización o un cemento resinoso de autocurado, debido a que no podemos fotopolimerizarlo.

#### Método Indirecto
Es aquel donde el patrón de núcleo se realiza en el laboratorio dental y no directamente en el paciente. Para elaborar dicho patrón se debe tomar una impresión del conducto radicular hasta el límite de la gutapercha, idealmente con silicona liviana.
Esta técnica es un poco más complicada ya que se necesita una impresión muy exacta del conducto, que por lo general es estrecho y dificulta la entrada de material de impresión. Para aumentar la rigidez de la silicona que entra en el conducto y para que no se distorsione al momento del vaciado del modelo, se debe introducir un poste plástico delgado en el interior del conducto impregnado de silicona antes de inyectar el resto del material, y este debe quedar incluido en el interior de la impresión.
En el modelo de trabajo el laboratorista dental encera el patrón de núcleo y después realiza el colado, obteniendo el patrón de núcleo metálico para que el profesional proceda a cementarlo de la forma convencional.

### Núcleos Prefabricados
Como su nombre lo indica estos retenedores ya vienen previamente elaborados, con unos calibres estandarizados de acuerdo a unos promedios de ancho y largo radicular, según la pieza dentaria a tratar. También es muy común el nombre de postes o de espigos como los suele nombrar la gente en general.
Los núcleos prefabricados son los de elección cuando se ha perdido poca estructura dental y se tiene un remanente dental prudente, y sirven para reforzar la restauración que se va a realizar en el diente, ya sea una incrustación, corona o una resina, y también para distribuir mejor las fuerzas en el eje longitudinal del mismo.
Los núcleos prefabricados se clasifican según el material de elaboración, según la forma y según la textura superficial.

#### Según el Material
- Núcleos de Titanio.

- Núcleos de Fibra de carbono.

- Núcleos de Fibra de vidrio.

- Núcleos Cerámicos o de Circonio.

- Núcleos Prefabricados Plásticos.

- Núcleos de Oro.

- Núcleos Biológicos (Orgánicos en hueso de bovino).

#### Según la Forma
- Cilíndrico.

- Cónico.

- Híbrido (Apical con forma cónica y cervical con forma cilíndrica).

#### Según la Textura Superficial
- Lisos.

- Estriados (con espículas).

- Roscados (en desuso por generar líneas de fractura).